# Butschak
Butschak (ukrainisch Бучак; russisch Бучак) ist ein Dorf im Norden der ukrainischen Oblast Tscherkassy mit einem Bewohner.

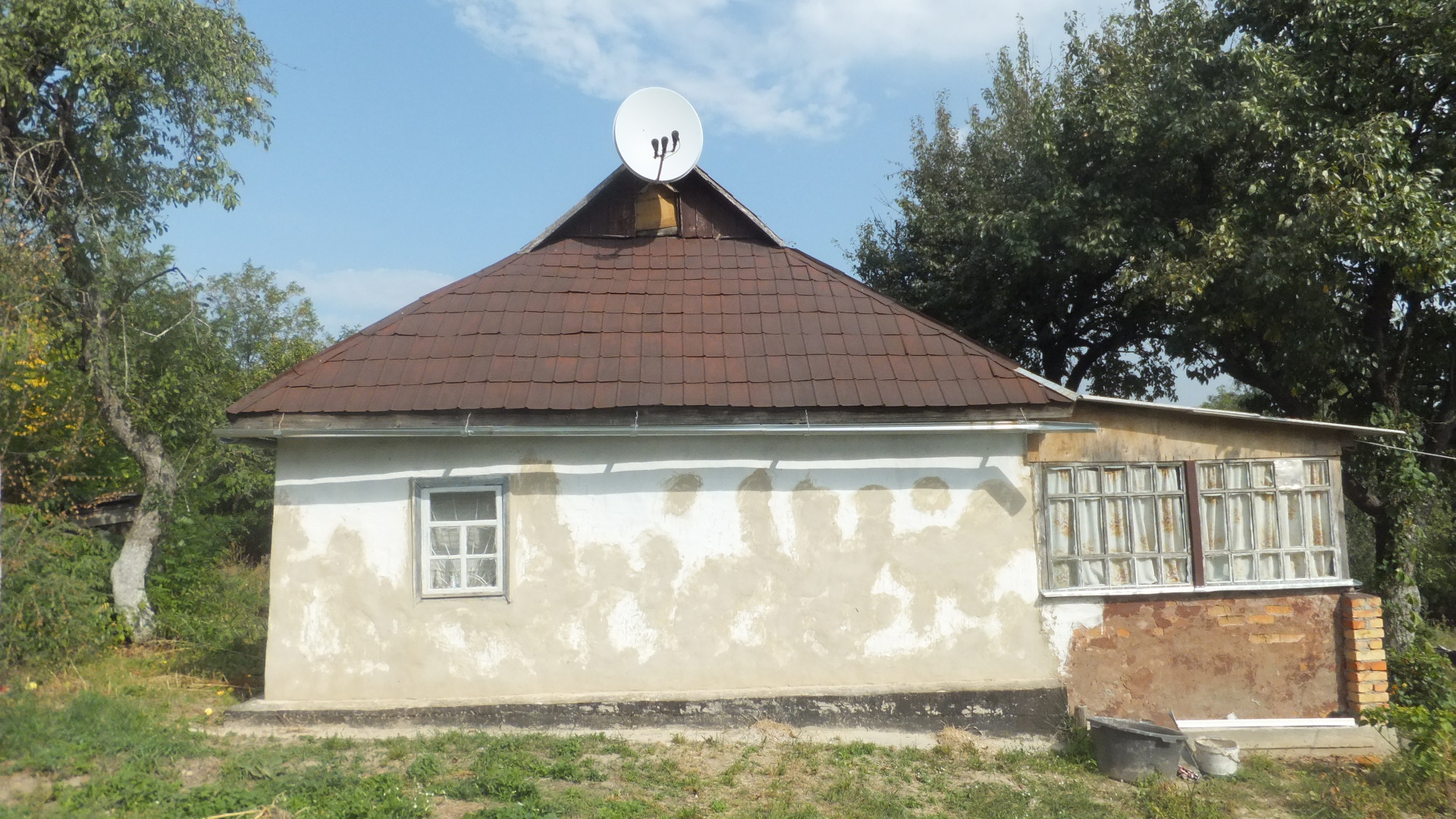
Gebäude im Ort

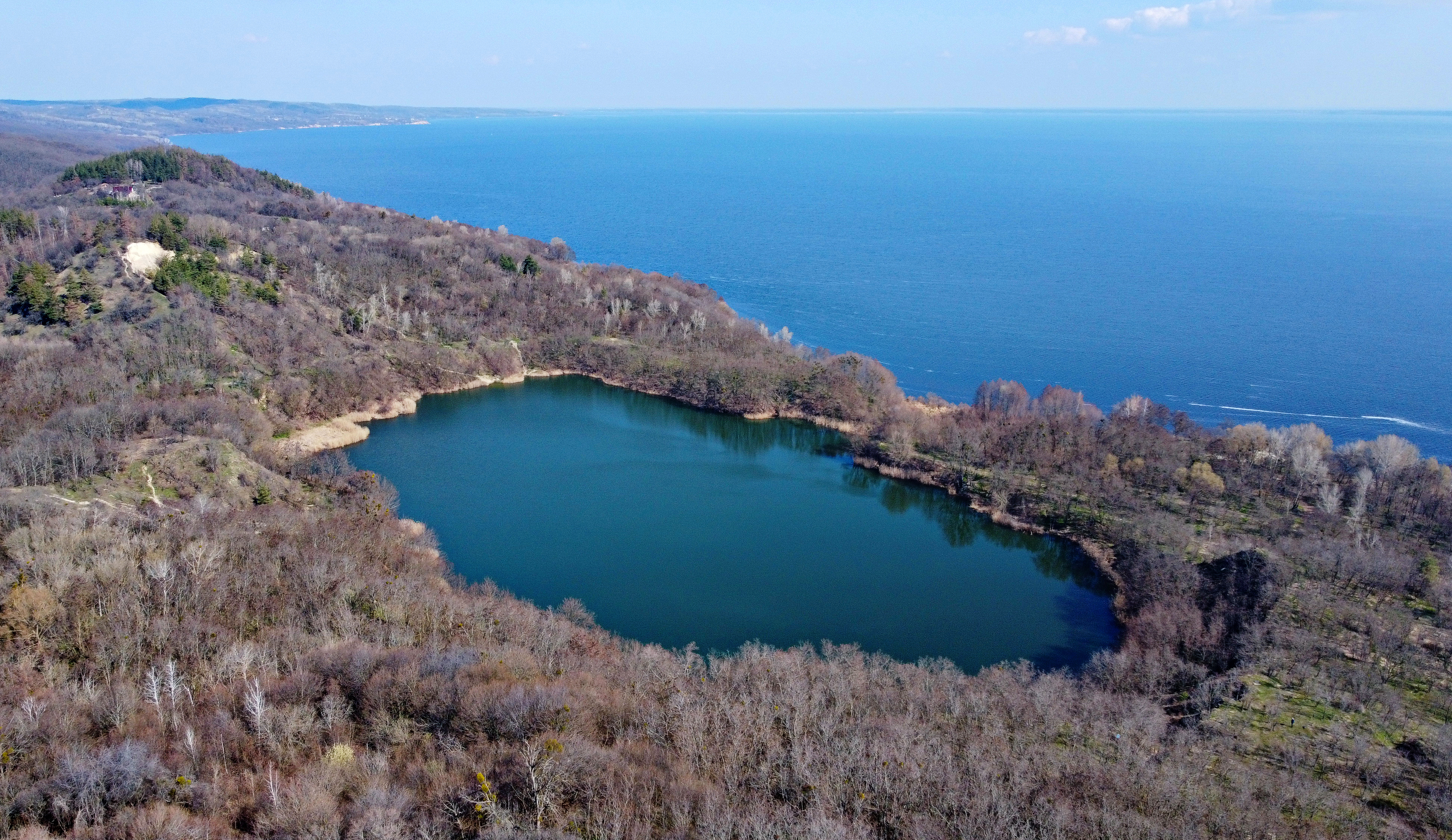
Blick in den See beim Ort

Das Dorf wurde Mitte des 16. Jahrhunderts zum ersten Mal schriftlich erwähnt und liegt am Westufer des Kaniwer Stausees, 65 Kilometer nordwestlich der Rajons- und Oblasthauptstadt Tscherkassy, die ehemalige Rajonshauptstadt Kaniw befindet sich 13 Kilometer südlich des Ortes.
Am 15. August 2018 wurde das Dorf ein Teil der neugegründeten Landgemeinde Bobryzja, bis dahin war es Teil der Landratsgemeinde Pschenytschnyky (Пшеничницька сільська рада/Pschenytschnyzka silska rada) im Norden des Rajons Kaniw.
Am 17. Juli 2020 kam es im Zuge einer großen Rajonsreform zum Anschluss des Rajonsgebietes an den Rajon Tscherkassy.